# Paranthura porteri
Paranthura porteri är en kräftdjursart som först beskrevs av David R. Boone 1920.  Paranthura porteri ingår i släktet Paranthura och familjen Paranthuridae. Inga underarter finns listade i Catalogue of Life.